# Roy Chipolina
Roy Chipolina (Gibraltar, 20 januari 1983) is een Gibraltarees voetballer, die als centrale verdediger speelt.

## Interlandcarrière
Chipolina speelde in 2000 en 2001 voor de Gibraltarese voetbalclub Lincoln AGB FC en tussen 2001 en 2008 voor het nationale elftal van Gibraltar. Op 19 november 2013 speelde hij mee in de eerste officiële interland van Gibraltar, die eindigde in een 0–0 gelijkspel tegen Slowakije. Hij droeg in die wedstrijd de aanvoerdersband. Ook in de daaropvolgende wedstrijden was hij de aanvoerder van Gibraltar.
| Interlands van Roy Chipolina voor Gibraltar | Interlands van Roy Chipolina voor Gibraltar | Interlands van Roy Chipolina voor Gibraltar | Interlands van Roy Chipolina voor Gibraltar | Interlands van Roy Chipolina voor Gibraltar | Interlands van Roy Chipolina voor Gibraltar |
| №                                           | Datum                                       | Wedstrijd                                   | Uitslag                                     | Competitie                                  | Goals                                       |
| Als speler van Lincoln FC                   | Als speler van Lincoln FC                   | Als speler van Lincoln FC                   | Als speler van Lincoln FC                   | Als speler van Lincoln FC                   | Als speler van Lincoln FC                   |
| ------------------------------------------- | ------------------------------------------- | ------------------------------------------- | ------------------------------------------- | ------------------------------------------- | ------------------------------------------- |
| 1                                           | 19 november 2013                            | Gibraltar – Slowakije                       | 0 – 0                                       | Vriendschappelijk                           | 0                                           |
| 2                                           | 1 maart 2014                                | Gibraltar – Faeröer                         | 1 – 4                                       | Vriendschappelijk                           | 1                                           |
| 3                                           | 5 maart 2014                                | Gibraltar – Estland                         | 0 – 2                                       | Vriendschappelijk                           | 0                                           |
| 4                                           | 26 mei 2014                                 | Estland – Gibraltar                         | 1 – 1                                       | Vriendschappelijk                           | 0                                           |
| 5                                           | 4 juni 2014                                 | Gibraltar – Malta                           | 1 – 0                                       | Vriendschappelijk                           | 0                                           |
| 6                                           | 7 september 2014                            | Gibraltar – Polen                           | 0 – 7                                       | EK-kwalificatie                             | 0                                           |
| 7                                           | 11 oktober 2014                             | Ierland – Gibraltar                         | 7 – 0                                       | EK-kwalificatie                             | 0                                           |
| 8                                           | 14 oktober 2014                             | Gibraltar – Georgië                         | 0 – 3                                       | EK-kwalificatie                             | 0                                           |
| 9                                           | 14 november 2014                            | Duitsland – Gibraltar                       | 4 – 0                                       | EK-kwalificatie                             | 0                                           |
| 10                                          | 29 maart 2015                               | Schotland – Gibraltar                       | 6 – 1                                       | EK-kwalificatie                             | 0                                           |
| 11                                          | 13 juni 2015                                | Gibraltar – Duitsland                       | 0 – 7                                       | EK-kwalificatie                             | 0                                           |
| 12                                          | 4 september 2015                            | Gibraltar – Ierland                         | 0 – 4                                       | EK-kwalificatie                             | 0                                           |
| 13                                          | 7 september 2015                            | Polen – Gibraltar                           | 8 – 1                                       | EK-kwalificatie                             | 0                                           |
| 14                                          | 8 oktober 2015                              | Georgië – Gibraltar                         | 4 – 0                                       | EK-kwalificatie                             | 0                                           |
| 15                                          | 11 oktober 2015                             | Gibraltar – Schotland                       | 0 – 6                                       | EK-kwalificatie                             | 0                                           |
| 16                                          | 23 maart 2016                               | Gibraltar – Liechtenstein                   | 0 – 0                                       | Vriendschappelijk                           | 0                                           |
| 17                                          | 29 maart 2016                               | Gibraltar – Letland                         | 0 – 5                                       | Vriendschappelijk                           | 0                                           |
| 18                                          | 1 september 2016                            | Portugal – Gibraltar                        | 5 – 0                                       | Vriendschappelijk                           | 0                                           |
| 19                                          | 6 september 2016                            | Gibraltar – Griekenland                     | 1 – 4                                       | EK-kwalificatie                             | 0                                           |
| 20                                          | 7 oktober 2016                              | Estland – Gibraltar                         | 4 – 0                                       | EK-kwalificatie                             | 0                                           |
| 21                                          | 10 oktober 2016                             | Gibraltar – België                          | 0 – 6                                       | EK-kwalificatie                             | 0                                           |